# الذباب الأفعواني
الذباب الأفعواني أو ذباب الأفعى أو الذباب الثعباني(الاسم العلمي: Raphidioptera) (بالإنجليزية: Snakefly)‏ وهي مجموعة من الحشرات التي تتضمن رتبة إبريات الأجنحة, والتي تشمل نحو 210 أنواع موجودة. بالإضافة إلى ذبابة الدر فقد صنفت سابقًا ضمن معرقة الأجنحة, إلا أن هذين النوعين الآن ينظر إليهما باعتبارهما رتبتين منفصلتين.
تعتبر الذبابات الأفعوانية مفترسة, في حالتيها في البلوغ وحالة اليرقة. وتعتبر شديدة الانتشار بالأماكن معتدلة الحرارة في أوروبا وآسيا, ولكن في شمال أمريكا توجد بصورة حصرية في غرب الولايات المتحدة, أي فيما يُسمى الجبال الصخرية و«ويستورد», بما يشمل الصحراء الجنوبية الغربية.

## التشريح ودورة الحياة
يتميز الذباب الأفعواني البالغ بوجود مقدمة صدر طويلة دون تعديل في الأرجل الأمامية (مثل ما لدى مانتسبيدا). ولديها أجزاء فمية قوية غير متخصصة نسبيًا وعين مركبة كبيرة. وبعض الأنواع أيضًا لديها عيينات بسيطة. ولدى الإناث في الواقع حامل بيض, والتي تستخدمه في وضع بيض في فجوات في اللحاء أو الخشب المسوس. وتكون الأجنحة متشابهة في الحجم، بالإضافة إلى نظام تعرق بدائي، وحافة ضلعية سميكة (أو «وصمة جناحية»).
لدى اليرقة رؤوس كبيرة بها فك سفلي بارز. وتكون الرأس والجزء الأول من الصدر مزودين بمادة السكليروتين، إلا أن باقي الجسم لين وسمين. ولديها ثلاثة أزواج من الأرجل الحقيقية ولكن دون أرجل لحمية. إلا أنها تملك عضوًا لاصقًا على البطن, والذي تستعمله في زيادة سرعتها على الأسطح الرأسية.
وتنشئ اليرقة النهائية في المرحلة بين عمليتي التخلص من الريش القديم وبروز ريش جديد خلية تقوم الحشرة داخلها بعملية التحول إلى طور العذراء. إلا أنها لا تنشئ شرنقة، كما أن العذراء تكون قادرة على الحركة بصورة تامة، كما أنها غالبًا ما تترك خليتها لموقع آخر قبل أن ينشأ الكائن البالغ. ويمكن أن تستغرق اليرقة عامين لتتطور.

## نظام التصنيفات

### ميزات تصنيفية مميزة
فيما يلي الخصائص الشكلية التي تميز رتبة رافيديوبترا عن رتب الحشرات الأخرى :
- مقدمة الصدر طويلة.
- الرأس بها أعين بارزة، قرون استشعار طويلة وأجزاء الفك السفلي (أجزاء فمية للمضغ).
- لديها زوج من الأجنحة المتماثلة.
- بطن من عشرة أجزاء دون أشرة.
- حاملات بيض طويلة.

### التصنيف
تعتبر ذبابة الدر, ومعرقة الأجنحة (في المعرفة الحديثة) ورافيديوبترا شديدة الصلة ببعضها، لتشكل مجموعة تسمى عصبيات الأجنحة. وتأتي هذه إما في تصنيف أعلى الرتبة مع داخلية الأجنحة - والتي تعتبر جزءًا - يصبح فرع حيوي غير مصنف أعلاها، أو أن داخلية الأجنحة تعتبر أعلى الرتبة، بالإضافة إلى عصبيات الأجنحة غير المصنفة والتي تعتبر جزءًا منها. وداخل داخلية الأجنحة، فإن أقرب الكائنات الحية لعصبيات الأجنحة هي الخنافس.
وتعتبر فصائل الموجودتان من الذباب الأفعواني رافيديداي وإنوسيليداي. وعلاوة على ذلك يوجد أربع فصائل حدث لها انقراض تم التعرف عليها فقط من خلال الحفريات. وغالبًا تنتمي جميع الذبابات الأفعوانية إلى الرتبة الفرعية رافيديومورفا. والاستثناء الفصيلة الجوراسية بريسكانيجماتيداي, الموجودة بأعلى الرتبة بريسكانيجماتوموفا.
وتعرف الذبابات الأفعوانية المنقرضة من الحفريات التي تعود إلى العصر الجوراسي المبكر إلى عصر الميوسين.
توضع رافيديوبترا في مجموعات طبقًا لـإنجل (Engel) عام 2002 مع تحديثات وفقًا لبيتشلي (Bechly) وولف شوينجر (Wolf-Schwenninger)، عام 2011 وريكاردو بيريز دي لا فوينتي (Ricardo Pérez-de la Fuente) وغيرهم (عام 2012):
الرتبة رافيديوبترا
- رتبة فرعية †بريسكانيجماتوموفا إنجل (Engel) عام 2002.
  - فصيلة †بريسكانيجماتوموفا إنجل (Engel) عام 2002
    - الجنس †هونلدلجيا بودي (Bode)عام 1953 (الجوراسي المبكر; ألمانيا)
    - الجنس †برسكانيجما والي (Whalley)، عام 1985 (الجوراسي المبكر; إنجلترا)
- رتبة فرعية رافيديومورفا
  - فصيلة †بايسوبتيريداي مارتينوفا (Martynova)، عام 1961
    - الجنس †أوسترورافيديا ويلمان (Willmann)، عام 1994 (الطباشيري المبكر; البرازيل)
    - الجنس †بايسوبترا مارتينوفا (Martynova)، عام 1961 (فوق الجوراسي الطباشيري المبكر; البرازيل، الصين, روسيا)
    - الجنس †كريتورافيديا بونومارينكو (Ponomarenko) عام 1993 (فوق الجوراسي الطباشيري المبكر; روسيا)
    - الجنس †كريتورافيديوبسيس إنجل (Engel)، عام 2002 (الطباشيري المبكر; منغوليا)
    - الجنس †ليوجالا ويلمان (Willmann)، عام 1994 (الطباشيري المبكر; منغوليا)

  - فصيلة إنوسيليداي نافاس (Navás)
    - فصيلة فرعية †إلكترينوسيليناي إنجل, 1995
      - الجنس †إلكترينوسيليا إنجل (Engel)، عام 1995 (الإيوسيني; كهرمان بلطي)

    - فصيلة فرعية †إنوسيليداي إنجل (Engel)، عام 1995
      - الجنس أميورينوسيليا أزبوك (Aspöck) وأزبوك (Aspöck)، عام 1973 (حديث)
      - اجنس فيبلا نافاز (Navás), عام 1915 (إيوسين حديث; حفريات: كهرمان بلطي، إسبانيا, الولايات المتحدة الأمريكية)
      - الجنس إنديانوسيليا (حديث)
      - الجنس إنوسيليا شنايدر (Schneider)، عام 1843 (حديث)
      - الجنس نيجا نافاز (Navas)، عام 1916 (حديث)
      - الجنس باراينوسيليا (حديث)
      - الجنس سينينوسيليا (حديث)
      - الجنس †ساكينوفيبلا أزبوك وأزبوك (Aspöck)، عام 2004 (إيوسين; كهرمان بلطي)

  - فصيلة †ميتارافيديداي بشلي (Bechly) وولف شوينجر (Wolf-Schwenninger)، عام 2011
    - الجنس †ميتارافيديا والي (Whalley), عام 1985 (الجوراسي المبكر; إنجلترا، ألمانيا)

  - الفصيلة ميزورافيديداي مارتينوف, 1925 (= ألورافيديداي، هوكسيارافيدياي, سنورافيدياي، وجيلينورافيدياي)أمارانتورافيديا
    - فصيلة فرعية ألورافيديناي

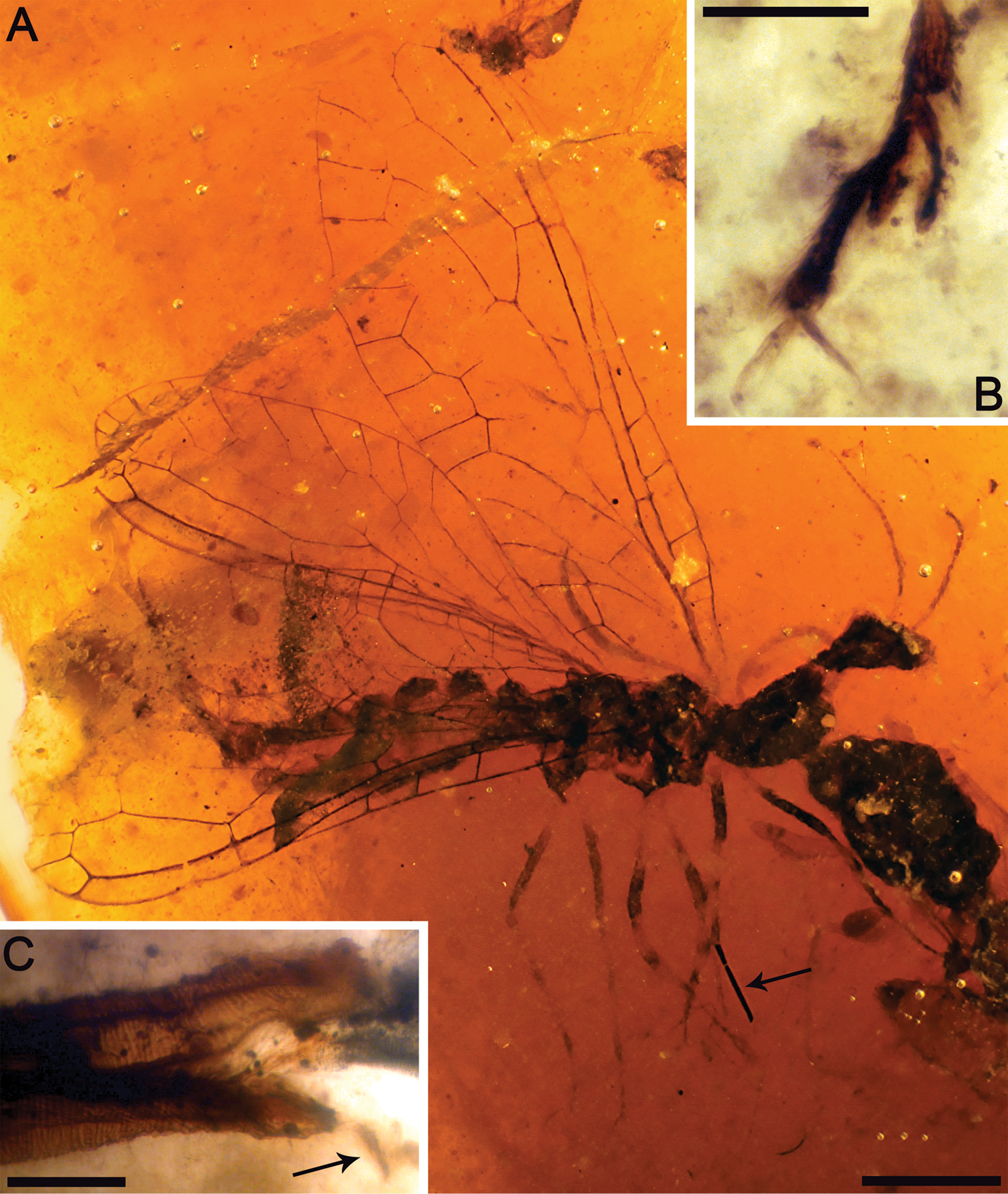
أمارانتورافيديا

      - الجنس ألورافيديا كاربنتر (Carpenter), عام 1967 (جوراسي أعلى-طباشيري أوسط; كندا، الصين, منغوليا، روسيا)
      - الجنس أركيرافيديا بونومارينكو (Ponomarenko)، عام 1988 (جوراسي أعلى-طباشيري أسفل; روسيا، منغوليا)
      - الجنس بارارافيديا ويلمان (Willmann)، عام 1994 (جوراسي أعلى-طباشيري أسفل; روسيا، منغوليا)

    - فصيلة فرعية ميزورافيديناي
      - الجنس †بايزورافيديا بونومارينكو (Ponomarenko)، عام 1993 (فوق الجوراسي الطباشيري الأسفل; روسيا)
      - الجنس كريتينوسيلا بونومارينكو (Ponomarenko), عام 1988 (طباشيري أسفل; منغوليا)
      - الجنس هيوكسيارافيديا هونج (Hong), عام 1992 (طباشيري أسفل; الصين)
      - الجنس جيلينورافيديا هونج (Hong) وتشانج (Chang), عام 1989 (طباشيري أسفل; الصين)
      - الجنس †كيزيورافيديا ويلمان (Willmann)، عام 1994 (الطباشيري المبكر; الصين)
      - الجنس ميزورافيديا مارتينوف (Martynov)، عام 1925 (جوراسي أعلى-طباشيري أسفل; الصين، كازاخستان, منغوليا، الولايات المتحدة الأمريكية)نيكرورافيديا

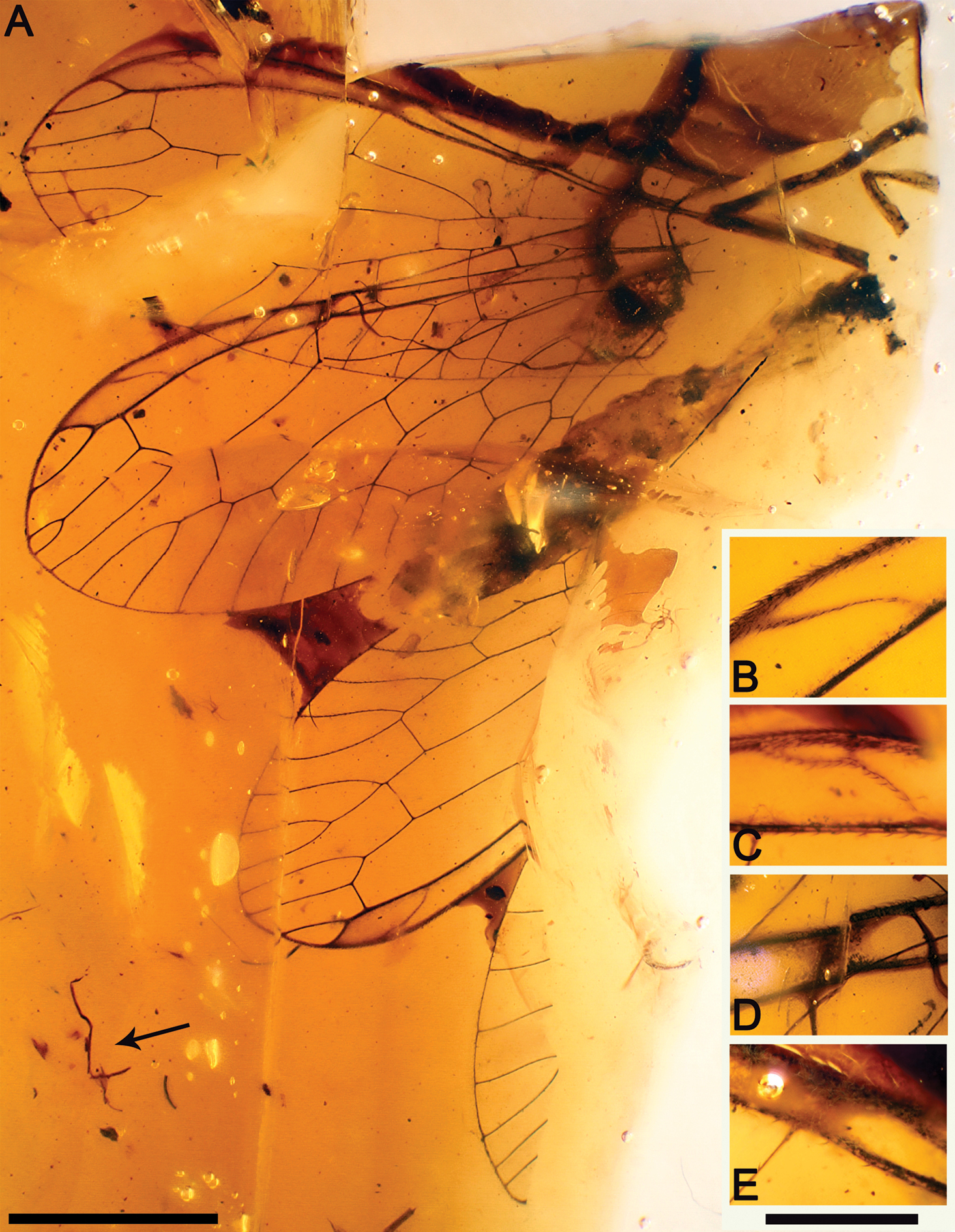
نيكرورافيديا

      - الجنس †برورافيديا مارتينوف (Martynova)، عام 1947 (فوق الجوراسي الطباشيري الأسفل; إنجلترا، كازاخستان، إسبانيا)
      - الجنس †سايبوبيترا بونومارينكو (Ponomarenko)، عام 1993 (فوق الجوراسي الطباشيري الأسفل; الصين، روسيا)
      - الجنس سينورافشيديا هونج (Hong)، عام 1982 (جوراسي أعلى; الصين)
      - الجنس †زيورافيديا هونج (Hong)، عام 1992 (الطباشيري الأسفل; الصين)ستيبورافيديا هيسبانيكا

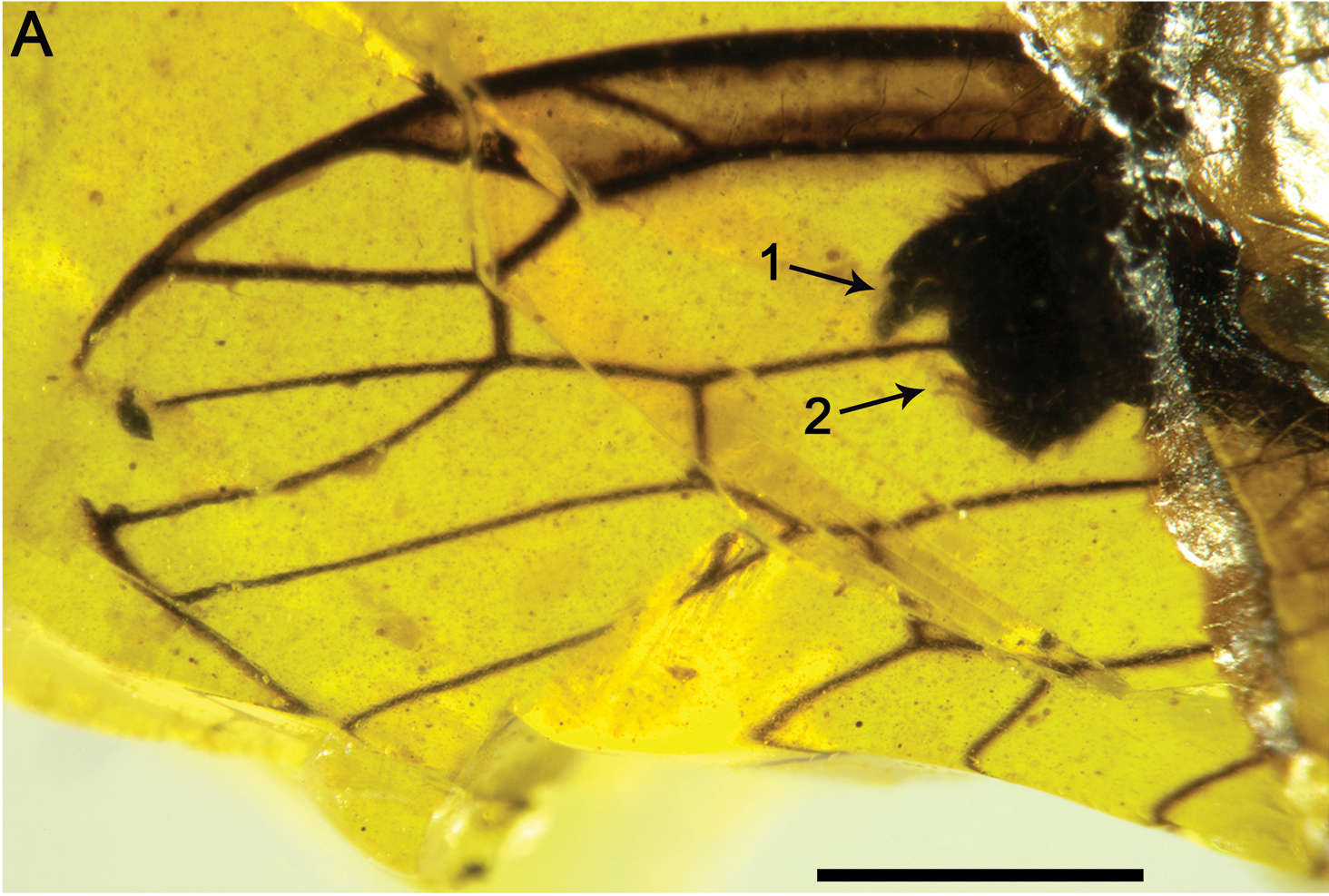
ستيبورافيديا هيسبانيكا

      - الجنس يانورافيديا رين (Ren)، عام 1995 (طباشيري)
      - قبيلة نانورافيديني
        - الجنس كنتابرورافيديا بيريز دي لا فوينتي (Pérez-de la Fuente) ونيل (Nel) وبينالفير (Peñalver) ودلكوس (Delclòs)، عام 2010 (ألبي; إسبانيا)
        - الجنس جريمالديرافيديا بشلي (Bechly) وولف شويننجر (Wolf-Schwenninger), عام 2011 (طوروني، نيوجيرسي, الولايات المتحدة الأمريكية)
        - الجنس نانورافيديا إنجل (Engel), عام 2002 (ألبي; ميانمار)
        - الجنس ليبانورافيديا بشلي (Bechly) وولف شويننجر (Wolf-Schwenninger), عام 2011 (Neocomian, لبنان)

    - فصيلة فرعية أورورافيديناي
      - الجنس كالورافيديا رين (Ren)، عام 1997 (طباشيري، الصين)
      - الجنس نيكرورافيديا بيريز دي لا فوينتي (Pérez-de la Fuente) وبينالفير (Peñalver) ودلكلوس (Delclòs) وإنجل (Engel)، عام 2012 (ألبي; إسبانيا)
      - الجنس أورورافيديا إنجل ورن (Ren) عام 2008 (جوراسي أوسط; الصين)
      - الجنس ستيبورافيديا إنجل (Engel) ورن (Ren) عام 2008 (جوراسي أوسط; الصين)

    - فصيلة فرعية "إنتكرتاي سيديز"
      - الجنس ألافارافيديا بيريز دي لا فوينتي (Pérez-de la Fuente) وبينالفير (Peñalver) ودلكلوس (Delclòs) وإنجل (Engel)، عام 2012 (ألبي; إسبانيا)
      - الجنس أمارانتورافيديا بيريز دي لا فوينتي (Pérez-de la Fuente) وبينالفير (Peñalver) ودلكلوس (Delclòs) وإنجل (Engel)، عام 2012 (ألبي; إسبانيا)
      - الجنس أيبيرورافيديا جيبسون (Jepson), أنسورجي (Ansorge) وجارزيمبويسكي (Jarzembowski), عام 2011 (طباشيري)

  - فصيلة رافيديداي لاتريل (Latreille)
    - الجنس أفريقورافيديا (حديث)
    - الجنس أجيولا نافاز 1914 (حديث)
    - الجنس ألينا نافاز 1916 (حديث)
    - الجنس أطلنطورافيديا (حديث)
    - الجنس كالابرورافيديا (حديث)
    - الجنس ديكروستيجما (حديث)
    - الجنس هارافيديا (حديث)
    - الجنس هيسبانورافيديا (حديث)
    - الجنس إيرانورافيديا (حديث)
    - الجنس إيطالورافيديا (حديث)
    - الجنس ماورورافيديا (حديث)
    - الجنس منغولورافيديا (حديث)
    - الجنس أوميلا إتش أزبوك (H. Aspöck) ويو أزبوك (U. Aspöck) (أوليجوسين-حديث)
    - الجنس أورناتورافيديا (حديث)
    - الجنس بارفورافيديا (حديث)
    - الجنس فايوستيجما (حديث)
    - الجنس بونشا (حديث)
    - الجنس رافيديا لينايوس (Linnaeus), عام 1758 (إيوسين-حديث)
    - الجنس رافيديلا (حديث)
    - الجنس سيوبيلا (حديث)
    - الجنس تادشيكورافيديا (حديث)
    - الجنس تورورافيديا (حديث)
    - الجنس تجيديريرافيديا (حديث)
    - الجنس توركورافيديا (حديث)
    - الجنس أولريك (حديث)
    - الجنس فينوستورافيديا (حديث)
    - الجنس زانتوستيجما (حديث)

  - فصيلة إنسيرتا سيديز
    - الجنس †أركينوسيليا هندلريش (Handlirsch)، عام 1910 (أولجيسين; كندا)
    - الجنس †أراريبيرافيديا مارتينز نيتو (Martins-Neto) وفولكانو (Vulcano), عام 1989 (طباشيري أسفل; البرازيل)

## حواش
1. ↑  وليد عبد الغني كعكة (2006). معجم مصطلحات علوم الحشرات والإدارة المتكاملة للآفات: الآفات الحشرية الزراعية و الطبية و البيطرية - إنجليزي - عربي. مطبوعات جامعة الامارات العربية المتحدة (87) (بالعربية والإنجليزية) (ط. 1). العين: جامعة الإمارات العربية المتحدة. ص. 1019. ISBN:978-9948-02-125-4. OCLC:1227861266. QID:Q125602383.
2. ↑  Jepson، J.E. (2008). "Two new species of snakefly (Insecta:Raphidioptera) from the Lower Cretaceous of England and Spain with a review of other fossil raphidiopterans from the Jurassic/Cretaceous transition" (PDF). Alavesia. ج. 2: 193–201. مؤرشف من الأصل (PDF) في 2013-11-13. اطلع عليه بتاريخ أغسطس 2020. {{استشهاد بدورية محكمة}}: تحقق من التاريخ في: |تاريخ الوصول= (مساعدة) والوسيط غير المعروف |coauthor= تم تجاهله يقترح استخدام |author= (مساعدة)
3. 1 2 3  Hoell, H.V., Doyen, J.T. & Purcell, A.H. (1998). Introduction to Insect Biology and Diversity, 2nd ed. Oxford University Press. ص. 445–446. ISBN:0-19-510033-6.{{استشهاد بكتاب}}:  صيانة الاستشهاد: أسماء متعددة: قائمة المؤلفين (link)
4. ↑  Gillot، C. (1995). "Raphiodioptera". Entomology (ط. 2). ص. 293–295. ISBN:978-0-306-44967-3. مؤرشف من الأصل في 2013-11-12. اطلع عليه بتاريخ 2010-11-14.
5. 1 2 3 4 5  Engel، M.S. (2002). "The Smallest Snakefly(Raphidioptera: Mesoraphidiidae): A New Species in Cretaceous Amber from Myanmar, with a Catalog of Fossil Snakeflies". American Museum Novitates. ج. 3363: 1–22. DOI:10.1206/0003-0082(2002)363<0001:TSSRMA>2.0.CO;2. hdl:2246/2852.
6. ↑  Pérez-de la Fuente، R.؛ Peñalver، E.؛ Delclòs، X.؛ Engel، M.S. (2012). "Snakefly diversity in Early Cretaceous amber from Spain (Neuropterida, Raphidioptera)". ZooKeys. ج. 204: 1–40. DOI:10.3897/zookeys.204.2740.{{استشهاد بدورية محكمة}}:  صيانة الاستشهاد: دوي مجاني غير معلم (link)
7. ↑  Bechly، G.؛ Wolf-Schwenninger، K. (2011). "A new fossil genus and species of snakefly (Raphidioptera: Mesoraphidiidae) from Lower Cretaceous Lebanese amber, with a discussion of snakefly phylogeny and fossil history" (PDF). Insect Systematics and Evolution. ج. 42 ع. 2: 221–236. DOI:10.1163/187631211X568164. مؤرشف من الأصل (PDF) في 23 سبتمبر 2015. اطلع عليه بتاريخ أغسطس 2020. {{استشهاد بدورية محكمة}}: تحقق من التاريخ في: |تاريخ الوصول= (مساعدة)